# Aminadab
Aminadab (inna wersja: Amminadab, hebr. עַמִּינָדָב) – postać biblijna, syn Arniego. W Ewangelii św. Mateusza w wersecie 1,4 rodowodu Jezusa Chrystusa jest napisane: Aram ojcem Aminadaba; Aminadab ojcem Naassona; Naasson ojcem Salmona. Spory dotyczące tego imienia wywołuje Ewangelia św. Łukasza, gdzie w wersecie 3,3 jest napisane, że Aminadab był synem Admina. Prawdopodobnie są to te same imiona. Admin może być formą oboczną imienia Aminadab, tak jak Salmon – Sala, Aram – Arni. W Biblii gdańskiej (1 Krn 2) zaś napisane jest: Ale Ram spłodził Aminadaba, a Aminadab spłodził Naasona, książęcia synów Judzkich. W Biblii króla Jakuba Aminadab występuje jako a-min'-a-dab (Aminadab).
Aminadab pochodził z rodziny Lewitów. Miał córkę, Eliszebę, której mężem był Aaron (Wj 6,23).